# Pfeifer Holding
Die Pfeifer Holding GmbH + Co. KG (Eigenschreibweise: PFEIFER) ist die Konzernobergesellschaft der Pfeifer-Gruppe, einem Unternehmen der Seiltechnik, Bautechnik, Hebetechnik und Anschlag-/Zurrtechnik mit Sitz in Memmingen.
In einigen Produktbereichen gilt Pfeifer als Weltmarktführer.

## Geschichte
Der älteste Nachweis für die Seilerei der Familie Pfeifer in Memmingen stammt von 1579. Bis 1950 war das Unternehmen ein Handwerksbetrieb mit nur wenigen Mitarbeitern. Erst Hermann Pfeifer baute mit persönlichem Einsatz und Weitblick das Unternehmen von einem Handwerksbetrieb zu einem Industriebetrieb aus. Mit Gerhard Pfeifer ist das Unternehmen nun in der zwölften Generation in Familienbesitz. Seit den 1990er Jahren entwickelte sich das Unternehmen zu der heutigen international tätigen Firmengruppe. 1994 wurde der führende Hersteller für Aufzugdrahtseile Gustav Kocks in Mülheim an der Ruhr übernommen. Die Grundfläche des Werks in Memmingen wurde 2008 um über 40 Prozent vergrößert.

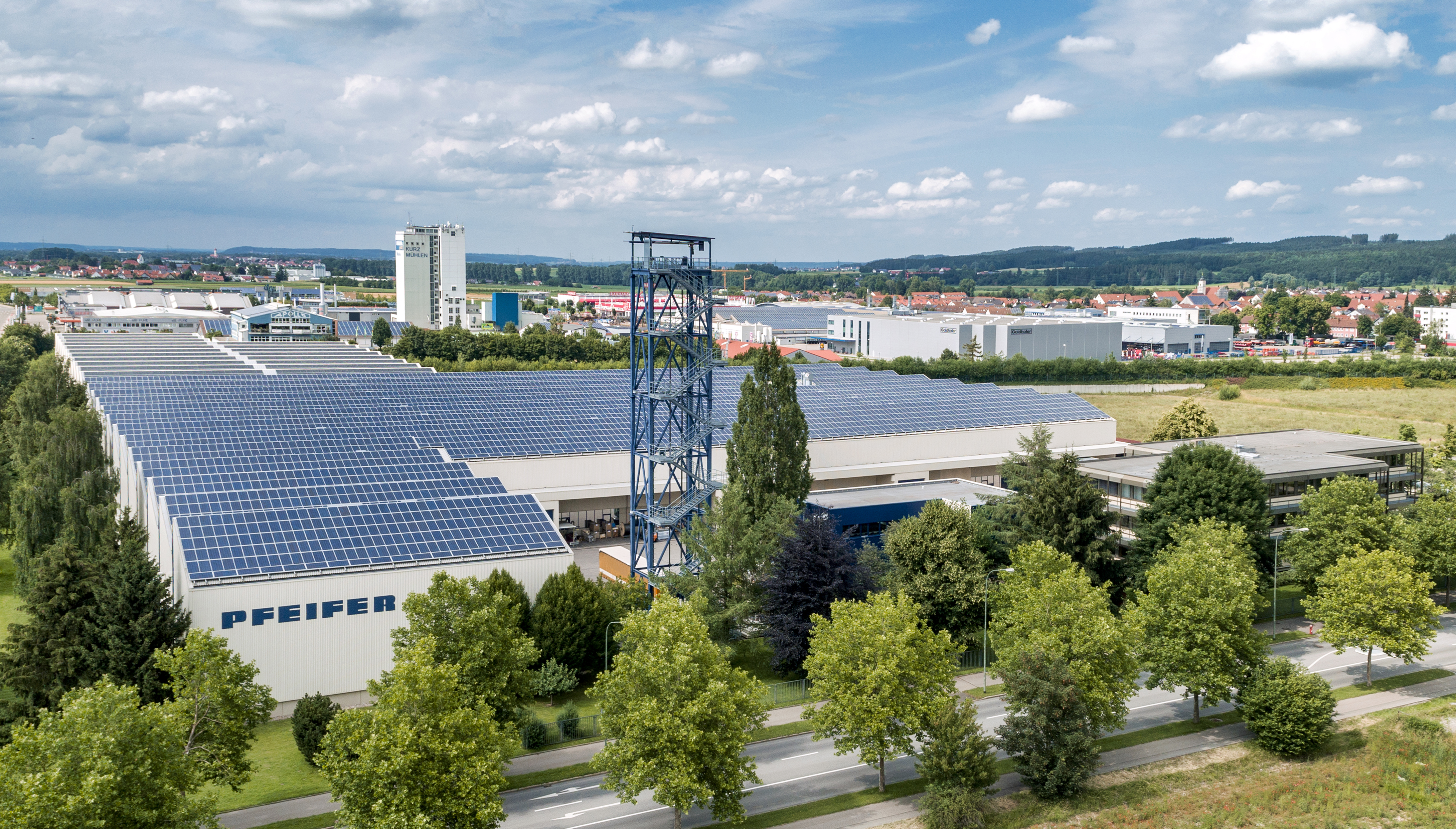
Stammsitz in Memmingen

Im August 2024 wurde mitgeteilt, dass die bisher im Familienbesitz stehende Pfeifer-Gruppe an  das Private-Equity-Unternehmen Flowframe SE verkauft worden ist.

## Produkte
In der Seiltechnik umfasst die Produktpalette Kran- und Aufzugseile, Seile für die Industrie, maritime Anwendungen und den Bergbau. Der Geschäftsbereich Bautechnik produziert technische Einbauteile zum Heben, Bewegen, Befestigen und Verbinden von Betonfertigteilen, während im Geschäftsfeld der Anschlag-/Zurrtechnik und Hebetechnik Gebrauchs- und Investitionsgüter zum Heben und Bewegen von Lasten entwickelt, gefertigt und vertrieben werden.

## Tochtergesellschaften
Die Gruppe ist in 15 Ländern der Welt mit eigenen operativen Gesellschaften vertreten. Produktionsstandorte werden in Deutschland, Polen und China betrieben.
Die Produktionsgesellschaften in Deutschland sind: Pfeifer Seil- und Hebetechnik GmbH, Memmingen und Pfeifer Drako Drahtseilwerk GmbH, Mülheim a.d. Ruhr.
Es werden Niederlassungen in folgenden Ländern unterhalten: China, Dänemark, Großbritannien, Katar, Luxemburg, Österreich, Polen, Rumänien, Russland, Singapur, Spanien, Ungarn, USA, Vereinigte Arabische Emirate.